# سامية صادق
سامية صادق (1 مارس 1929 في القاهرة - 13 ديسمبر 2017)، مذيعة تلفزيونية مصرية، حاصلة علي ليسانس آداب قسم إنجليزي من جامعة القاهرة (فؤاد الأول) عام 1950 ودبلوم معهد الإذاعة عام 1952 ثم دبلوم عالي من مركز الدراسات الاجتماعية بشيكاغو عام 1980. توفيت يوم 13 ديسمبر 2017.

## نبذة عن حياتها
عملت بالإذاعة كمذيعة في عام 1950، ثم مديراً لإدارة المنوعات عام 1954، ثم مديراً للبرنامج العام ثم رئيساً للشبكة الرئيسية بالإذاعة وفي تلك الفترة ارتبط اسمها بالعديد من البرامج الإذاعية الناجحة.

## أعمالها الإذاعية
1. فنجان شاي
2. حول الأسرة البيضاء
3. نجوم الصحافة
4. هؤلاء والقمر
5. نجوم الغناء
6. نجوم الشاشة
7. ما يطلبة المستمعون

انتقلت بعد ذلك إلى التلفزيون وعملت رئيسة له ثم مستشاراً إعلامياً لوزير الهجرة والمصريين في الخارج.

## عضوياتها في المؤسسات
1. المجالس القومية المتخصصة
2. مجلس أمناء الإذاعة
3. الجمعية المصرية للأمم المتحدة
4. جمعية أصدقاء المرضى
5. جمعية التبرع بالدم
6. مجلس إدارة الهلال الأحمر
7. مجلس إدارة مجلة الإذاعة والتلفزيون
8. لجان السكان وتنظيم الأسرة بالحزب الوطني

## التكريم والاوسمة
كرمت في عدد من المناسبات، وحصلت على الجوائز التالية:
1. درع نقابة الأطباء
2. درع القوات المسلحة ودرع القوات الجوية عام 1973
3. درع هيئة البريد وحصلت علي وسام الاستحقاق من الطبقة الأولي عام 1984
4. شهادة تقدير من اليونسيف والميدالية الذهبية
5. شهادة التقدير المخصصة لليوم العالمي لمنع التدخين عام 1989.

## وفاتها
أصيبت سامية صادق بجلطة دماغية يوم السبت 9 ديسمبر 2017، فنقلت إلى العناية المركزة بمستشفى مصر الدولي، حيثُ توفيت بعد 4 أيام، وتحديدًا يوم الأربعاء 13 ديسمبر 2017.